# Boy (2010)
Boy ist eine neuseeländische Coming-of-Age-Drama-Filmkomödie aus dem Jahr 2010, die von Taika Waititi geschrieben und inszeniert wurde. James Rolleston spielt bei seinem Schauspieldebüt die Haupt- und titelgebende Rolle von Boy. Weitere Rollen übernehmen Te Aho Aho Eketone-Whitu, Moerangi Tihore und Cherilee Martin. Auch für sie war es die bis dahin erste Schauspielrolle. Waititi selbst verkörpert Boys Vater Alamein. Der Film wurde von Cliff Curtis, Ainsley Gardiner sowie Emanuel Michael produziert und von der New Zealand Film Commission finanziert. An den neuseeländischen Kinokassen brach Boy den Rekord für die erfolgreichste erste Woche einer inländischen Produktion. Im Verlauf der folgenden Wochen wurde der Film der bis dahin meistgesehene neuseeländische Film aller Zeiten im Land. Die Filmmusik stammt von der neuseeländischen Band The Phoenix Foundation, die auch schon für Waititis vorherigen Film – Eagle vs Shark – Liebe auf Neuseeländisch – die Musik beisteuerten.

## Handlung

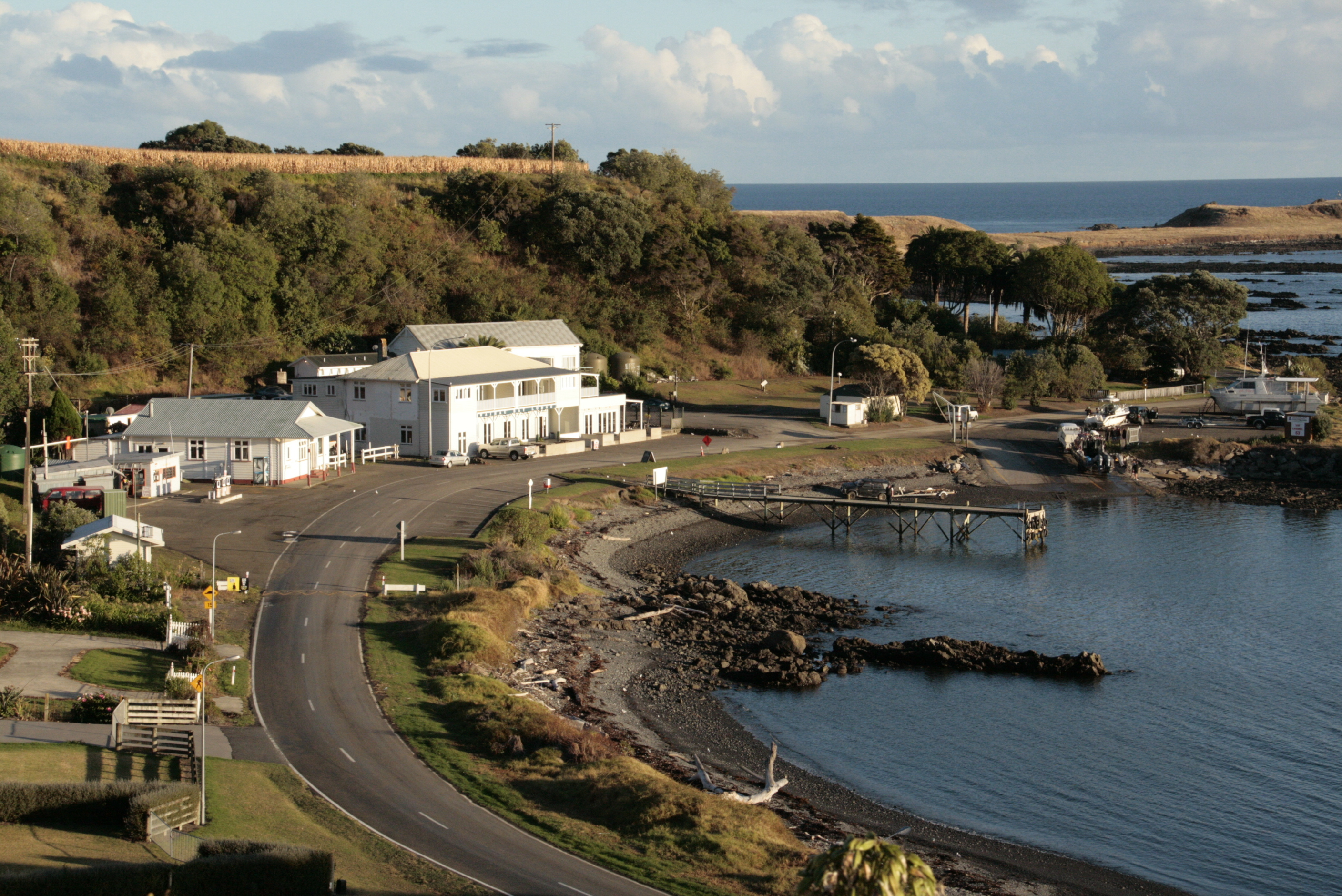
Die Handlung spielt in Waihau Bay, wo auch die Dreharbeiten stattfanden

Der Film spielt im Jahr 1984. Alamein, bekannt als „Boy“, ist ein elfjähriger Junge aus Waihau Bay, in der Bay of Plenty Region Neuseelands. Er lebt auf einem kleinen Hof, zusammen mit seiner Großmutter, seinem jüngeren Bruder Rocky und mehreren Cousins. Boy ist ein großer Fan des amerikanischen Sängers Michael Jackson, verbringt seine Freizeit mit seinen Freunden Dallas und Dynasty und versucht, seine heimliche Liebe Chardonnay zu beeindrucken. Er hat eine Hausziege, mit der er gerne spricht, und erfindet wilde Geschichten über seinen entfremdeten gleichnamigen Vater, Alamein. Rocky ist im Gegensatz dazu sehr ruhig und etwas merkwürdig. Er glaubt, gefährliche Superkräfte zu besitzen, weil seine Mutter während seiner Geburt gestorben ist. Eines Tages reist die Großmutter von Boy und Rocky zu einer Beerdigung in die Hauptstadt Wellington. Sie überlässt Boy die Verantwortung für das Haus und die anderen Kinder. Boy wird kurz darauf von seinem Vater und zwei weiteren Männern auf dem Hof überrascht.
Boy ist überglücklich, Alamein wiederzusehen und denkt, dass er gekommen ist, um die beiden Jungs mitzunehmen, damit sie mit ihm leben können. Rocky ist jedoch skeptisch was das Wiederauftauchen seines Vaters bedeutet. Zuerst scheint es, dass Alamein zurück in das Leben seiner Söhne gekehrt ist, doch schnell wird klar, dass er nach einem Sack voller Geld sucht, den er vor seiner Festnahme auf einer nahe gelegenen Wiese vergraben hat. Mit seiner „Gang“, den Crazy Horses (die nur aus ihm und seinen beiden Freunden besteht), beginnt Alamein damit, das Feld umzugraben. Boy bietet seine Hilfe an, da er denkt, dass sein Vater nach einem Schatz sucht. Alamein verbringt daraufhin wieder mehr Zeit mit Boy. Er schneidet Boys Haare, damit er mehr nach Michael Jackson aussieht, sie fahren mit Alameins Auto umher und rächen sich an Boys Mitschülern, die ihn mobben. Boy bringt seinem Vater Marihuana, das er von Dallas’ und Dynastys Vater, dem Mitglied einer lokalen Gang, vom Feld geklaut hat, damit Alamein es verkaufen kann. Alamein fühlt sich unwohl, „Dad“ (Papa) genannt zu werden und überzeugt Boy daher, ihn stattdessen Shōgun zu nennen.
Boy betrachtet sich mehr und mehr als einen Erwachsenen und ein Mitglied der Crazy-Horse-Gang und entfernt sich so von seinen Freunden. Alamein ist frustriert, dass er das Geld noch nicht gefunden hat, fährt davon und lässt Boy zurück. Boy sucht alleine weiter nach dem Geld, bis er es letztendlich entdeckt. Aufgeregt versteckt Boy den Geldsack im Stall seiner Ziege, nimmt die Crazy-Horse-Kutte seines Vaters und gibt seinen Freunden Wassereis und Dauerlutscher aus. Als Alamein wiederkehrt, will ihm Boy vom Geldfund erzählen, doch Alamein schlägt zuvor Boy für den Diebstahl seiner Jeansjacke und fragt ihn wütend, wo er das Geld für das Eis gefunden hat. Alamein entschuldigt sich später bei Boy und sagt zum ersten Mal seinem Sohn, dass er ihn liebt. Boy geht daraufhin zum Stall, um das Geld zu holen, stellt jedoch fest, dass in der Zwischenzeit die Ziege die Geldscheine gefressen hat.
Alamein und Rocky graben weiter nach dem versteckten Geld, was Boy immer unangenehmer wird. Boy entscheidet sich als Wiedergutmachung für den Verlust des Geldes, seinen Vater zum Marihuanafeld zu führen und Alamein erntet das gesamte Feld. Die Gruppe wird von Dynasty entdeckt, die sich daraufhin enttäuscht von Boy abwendet. Später geht Alamein mit seiner Gang im Ort feiern. Während Boy mit Rocky im Auto warten, erzählt Rocky seinem Bruder, dass er seinen Vater mag und ihn besser kennenlernen möchte. Ein weiteres Auto hält neben ihnen und die rivalisierte lokale Gang steigt aus. Boy sieht Dynasty auf dem Beifahrersitz mit einem blauen Auge sitzen. Die Gang geht auf Alamein und den Rest der Crazy Horses zu und konfrontiert sie mit dem Diebstahl des Marihuanas. Zuerst stellt sich Boy vor, dass sein Vater die Schläger in einer Michael-Jackson-Tanzsequenz abwehrt, doch in der Realität sieht er wie die Gang Alamein verprügelt. Auf dem Heimweg fährt Alamein versehentlich Boys Ziege auf der Straße an, die daraufhin stirbt.
Am nächsten Tag stehlen Alameins beiden Freunde das Marihuana und flüchten mit seinem Auto. Boy geht zum Grab seiner Mutter, trinkt Alkohol und raucht Gras. Er kommt zu dem Schluss, dass seine fröhlichen, frühen Erinnerungen an seinen Vater nur Wunschdenken waren und Alamein noch nicht einmal bei der Geburt Rockys dabei war. Währenddessen sitzt sein Vater in der Scheune, niedergeschlagen, dass er das Geld nicht findet. Rocky versucht ihn mit seinen „Kräften“ zu trösten und erzählt ihm, dass er seine Mutter durch seine Geburt getötet hat. In dem Moment kommt Boy herein, verstreut die angefressenen Geldscheine vor seinem Vater und beginnt auf ihn einzuschlagen. Schreiend will er wissen, wieso er beim Tod seiner Mutter nicht dabei war. Boy sagt Alamein, dass die beiden sich nicht ähnlich sind und kehrt danach zum Haus zurück, um sich um seine Cousins zu kümmern. Am nächsten Morgen kehrt Boys und Rockys Großmutter zurück und Alamein ist fort.
Boy erzählt Rocky, dass ihr Vater nach Japan gereist ist um Samurai zu werden. Er kehrt zu seinen Freunden zurück und entschuldigt sich bei Dynasty. Danach geht er mit Rocky zum Grab ihrer Mutter. Dort treffen beide auf Alamein. Sie setzen sich daneben und Rocky fragt ihn, wie es in Japan war.

## Produktion

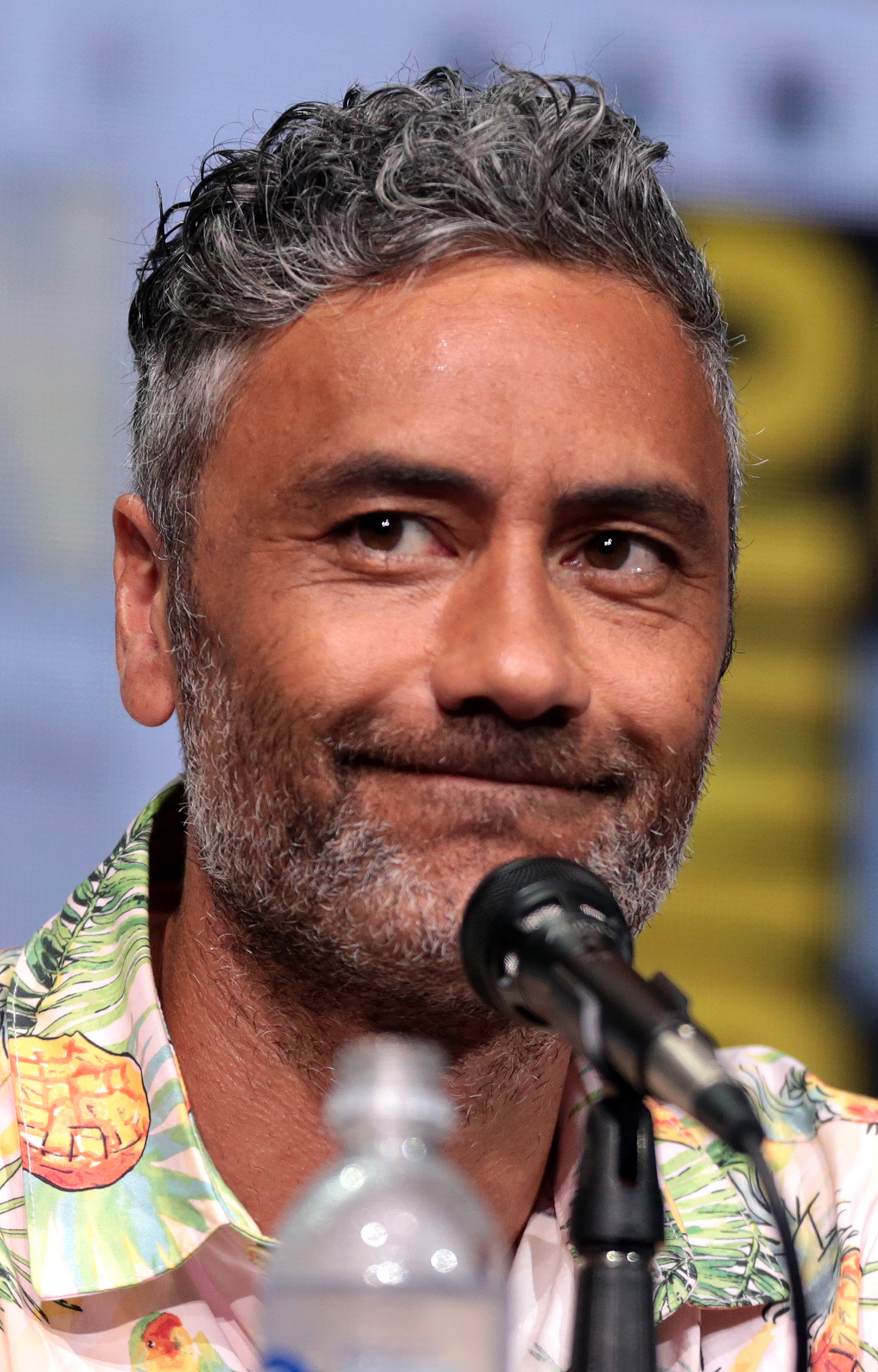
Regisseur, Drehbuchautor und Darsteller Taika Waititi (2017)

Waititi begann mit der Entwicklung an Boy, zuerst unter dem Namen Choice, kurz nach der Fertigstellung seines Oscar-nominierten Kurzfilms Two Cars, One Night (2004). Das Projekt wurde 2005 in das Sundance Writer’s Lab aufgenommen, indem Waititi zusammen mit Frank Pierson, Susan Shilliday, David Benioff und Naomi Foner Gyllenhaal an dem Drehbuch arbeitete. Anstatt Boy sein Regiedebüt zu machen, realisierte er die Liebeskomödie Eagle vs Shark – Liebe auf Neuseeländisch und arbeitete über die folgenden drei Jahre weiter am Drehbuch für Boy.
Als diese Arbeiten abgeschlossen waren, gab es nur ein relativ kleines Zeitfenster für die Umsetzung. Waititi entschied sich gegen den Titel Choice, da er ihn als unpassend für das internationale Publikum hielt und nannte den Film in The Volcano um. Diesen Titel trug der Film auch während der Dreharbeiten. Erst beim Schnitt legte man sich auf Boy fest.
Waititi wollten den Film in Waihau Bay drehen, dem Gebiet, in dem er selbst aufwuchs. Die Handlung sollte im Sommer stattfinden, doch aufgrund der hohen Anzahl an Touristen in der Zeit war es schwer geeignete Drehorte zu finden. Somit wurde der Film zwischen Sommer und April gedreht. James Rolleston war zuerst nicht für die Hauptrolle vorgesehen. Ein anderer Darsteller sollte die Rolle verkörpern, bevor Rolleston als Statist engagiert wurde. Waititi bemerkte ihn und ließ ihn für die Hauptrolle vorsprechen. Er erhielt sie zwei Tage vor Beginn der Dreharbeiten.

## Soundtrack und Filmmusik
Der Soundtrack zum Film erschien ausschließlich digital am 17. Juni 2010. Als Music Supervisors fungierten Chris Gough und Jonathan Hughes von Mana Music. Die Filmmusik wurde von den Mitgliedern der Band The Phoenix Foundation komponiert.
| Nr.          | Titel                           | Autor(en)                                        | Künstler                      | Länge |
| ------------ | ------------------------------- | ------------------------------------------------ | ----------------------------- | ----- |
| 1.           | Hine e Hine                     | Te Rangi Pai                                     | The Phoenix Foundation        | 1:01  |
| 2.           | Poi E                           | Ngoi Pēwhairangi, Dalvanius Prime                | Patea Māori Club              | 3:50  |
| 3.           | Flock of Hearts                 | The Phoenix Foundation                           | The Phoenix Foundation        | 3:17  |
| 4.           | French Letter                   | Toni Fonoti, Spencer Fusimalohi, Dilworth Karaka | Herbs                         | 4:37  |
| 5.           | Time for Presents               | The Phoenix Foundation                           | The Phoenix Foundation        | 1:04  |
| 6.           | Paki-o-Matariki                 | traditionell                                     | Ratana Senior Concert Party   | 3:15  |
| 7.           | Stoned Haircut #1               | The Phoenix Foundation                           | The Phoenix Foundation        | 4:08  |
| 8.           | Aku Raukura (Disco Mix)         | Ngoi Pēwhairangi, Dalvanius Prime                | Patea Māori Club              | 4:02  |
| 9.           | Pass the Dutchie                | Leroy Sibbles, Jackie Mittoo                     | Musical Youth                 | 3:15  |
| 10.          | Forget It                       | The Phoenix Foundation                           | The Phoenix Foundation        | 4:00  |
| 11.          | Out on the Street               | Alastair Riddell                                 | Space Waltz                   | 3:15  |
| 12.          | Waihau Bay                      | The Phoenix Foundation                           | The Phoenix Foundation        | 2:51  |
| 13.          | E Te Atua                       | traditionell                                     | St Joseph’s Māori Girls Choir | 2:12  |
| 14.          | Dragons and Demons              | Toni Fonoti, Spencer Fusimalohi, Dilworth Karaka | Herbs                         | 4:37  |
| 15.          | Mum                             | Prince Tui Teka                                  | Prince Tui Teka               | 3:11  |
| 16.          | Leaf Dies/Nan Comes Home        | The Phoenix Foundation                           | The Phoenix Foundation        | 4:53  |
| 17.          | Karu                            | traditionell                                     | Prince Tui Teka               | 1:38  |
| 18.          | Here We Are/Rocky Heals Alamein | The Phoenix Foundation                           | The Phoenix Foundation        | 5:06  |
| 19.          | Hine e Hine                     | Te Rangi Pai                                     | St Joseph’s Māori Girls Choir | 3:46  |
| Gesamtlänge: | Gesamtlänge:                    | Gesamtlänge:                                     | Gesamtlänge:                  | 67:49 |

## Veröffentlichung
Boy feierte beim Sundance Film Festival 2010 am 22. Januar Weltpremiere und nahm in der Kategorie World Cinema – Dramatic an der Preisverleihung teil. Im Februar lief der Film bei den Internationalen Filmfestspielen Berlin 2010. Am 25. März desselben Jahres lief Boy in den neuseeländischen Kinos an. Die Veröffentlichung auf DVD und Blu-ray erfolge im Jahr 2011 durch Paramount Home Media Distribution.

## Rezeption

### Altersfreigabe
In Neuseeland erhielt der Film eine Altersfreigabe der Kategorie „M“ (Mature) und ist damit für alle Altersgruppen freigeben, allerdings eher für erwachsenere Zuschauer, ab dem Alter von 16 Jahren, geeignet. Als Begründung gab der neuseeländische Film & Video Labelling Body die Verwendung von Drogen im Film sowie die Verwendung von Schimpfworten durch die Figuren, an.

### Kritiken
Beim Wertungsaggregator Rotten Tomatoes bewerteten 87 % der Kritiker den Film positiv, bei einer durchschnittlichen Bewertung von 7,3 von zehn Punkten, basierend auf 69 Kritiken. Bei Metacritic hat der Film eine aggregierte Wertung von 70, basierend auf 19 Kritiken. Peter Calder von der auflagenstärksten Tageszeitung Neuseelands, dem New Zealand Herald, vergab fünf von fünf Sternen und lobte insbesondere die Darstellung der drei Hauptfiguren. Auch der Pulitzer-Preis-Gewinner Roger Ebert stellte die schauspielerische Leistung des Films, insbesondere von James Rolleston, in der Chicago Sun-Times heraus und vergab 4,5 von fünf Sternen. Für David DeWitt von der New York Times fühlt sich der Film „frisch“ und „nicht formelhaft“ an. Als etwas unpassend erachtete er die Michael-Jackson-Momente. Tobias Mayer vom deutschsprachigen Online-Portal Filmstarts vergab vier von fünf Sterne und schrieb in seinem Fazit: „Wenngleich die Mischung aus Tragik und Komik noch ein bisschen besser ausbalanciert hätte werden können, überzeugt ‚Boy‘ dank guter Darstellerleistungen sowie einer originellen Inszenierung als rundum gelungene Tragikomödie mit Herz und Humor.“

### Einspielergebnis
In der ersten Woche nach der Kinoveröffentlichung in Neuseeland war Boy der erfolgreichste Film und spielte mehr Geld am ersten Tag ein, als jeder andere neuseeländische Film zuvor. In den ersten sieben Tagen spielte er etwa 900.000 Neuseeland-Dollar ein und schlug damit Alice im Wunderland sowie die neuseeländischen Filme Whale Rider und Mit Herz und Hand. Der Film verkaufte auch mehr Kinokarten als der zeitgleich laufende international erfolgreiche Animationsfilm Drachenzähmen leicht gemacht und der amerikanische Fantasyfilm Kampf der Titanen. Boy spielte über sieben Millionen Neuseeland-Dollar ein, mehr als jeder andere neuseeländische Film im eigenen Land und löste damit Mit Herz und Hand ab, der bis dahin fünf Jahre der erfolgreichste Film des Landes war.

### Auszeichnungen
| Preisverleihung                               | Kategorie                            | Preis                                                      | Nominierte & Preisträger                                           | Ergebnis  |
| --------------------------------------------- | ------------------------------------ | ---------------------------------------------------------- | ------------------------------------------------------------------ | --------- |
| AFI Fest 2010                                 | Bester internationaler Film          | Publikumspreis                                             | Taika Waititi                                                      | Gewonnen  |
| Asia Pacific Screen Awards 2010               | Bester Kinderfilm                    | Asia Pacific Screen Award                                  | Ainsley Gardiner, Cliff Curtis, Emanuel Michael, Merata Mita       | Nominiert |
| Internationale Filmfestspiele Berlin 2010     | Bester Film                          | Großer Preis der Internationalen Jury von Generation Kplus | Taika Waititi                                                      | Gewonnen  |
| imagineNATIVE Film + Media Arts Festival 2010 | Bester Dramafilm                     | Jurypreis                                                  | Taika Waititi                                                      | Gewonnen  |
| New Zealand Film and TV Awards 2010           | Bester Film                          | Film Award                                                 | Ainsley Gardiner                                                   | Gewonnen  |
| New Zealand Film and TV Awards 2010           | Bester Regisseur                     | Film Award                                                 | Taika Waititi                                                      | Gewonnen  |
| New Zealand Film and TV Awards 2010           | Bester Nebendarsteller               | Film Award                                                 | Taika Waititi                                                      | Gewonnen  |
| New Zealand Film and TV Awards 2010           | Bestes Drehbuch                      | Film Award                                                 | Taika Waititi                                                      | Gewonnen  |
| New Zealand Film and TV Awards 2010           | Beste Kamera                         | Film Award                                                 | Adam Clark                                                         | Gewonnen  |
| New Zealand Film and TV Awards 2010           | Bester Schnitt                       | Film Award                                                 | Chris Plummer                                                      | Gewonnen  |
| New Zealand Film and TV Awards 2010           | Beste Filmmusik                      | Film Award                                                 | Lukasz Pawel, Buda Samuel Scott, Conrad Wedde                      | Gewonnen  |
| New Zealand Film and TV Awards 2010           | Bester Hauptdarsteller               | Film Award                                                 | James Rolleston                                                    | Nominiert |
| New Zealand Film and TV Awards 2010           | Bester Nebendarsteller               | Film Award                                                 | Te Aho Eketone-Whitu                                               | Nominiert |
| New Zealand Film and TV Awards 2010           | Bestes Make-up                       | Film Award                                                 | Dannelle Satherley                                                 | Nominiert |
| New Zealand Film and TV Awards 2010           | Beste Tongestaltung                  | Film Award                                                 | Ken Saville, Tim Prebble, Chris Todd, Michael Hedges, Gilbert Lake | Nominiert |
| New Zealand Film and TV Awards 2010           | Bestes Produktionsdesign             | Film Award                                                 | Shayne Radford                                                     | Nominiert |
| New Zealand Film and TV Awards 2010           | Bestes Kostümdesign                  | Film Award                                                 | Amanda Neale                                                       | Nominiert |
| Sundance Film Festival 2010                   | World Cinema – Dramatic              | Großer Preis der Jury                                      | Taika Waititi                                                      | Nominiert |
| Sydney Film Festival 2010                     | Bester Film                          | Publikumspreis                                             | Taika Waititi                                                      | Gewonnen  |
| Taipei Film Festival 2010                     | International New Talent Competition | Special Mention                                            | Taika Waititi                                                      | Gewonnen  |
| Taipei Film Festival 2010                     | International New Talent Competition | Großer Preis                                               | Taika Waititi                                                      | Nominiert |